# Coppa del Mondo di sci alpino 2017
La Coppa del Mondo di sci alpino 2017 è stata la cinquantunesima edizione della manifestazione organizzata dalla Federazione Internazionale Sci; ha avuto inizio il 22 ottobre 2016 a Sölden, in Austria, e si è conclusa il 19 marzo 2017 ad Aspen, negli Stati Uniti. Nel corso della stagione si sono tenuti a Sankt Moritz i Campionati mondiali di sci alpino 2017, non validi ai fini della Coppa del Mondo, il cui calendario ha dunque contemplato un'interruzione nel mese di febbraio.
In campo maschile sono state disputate 36 delle 37 gare in programma (8 discese libere, 6 supergiganti, 8 slalom giganti, 10 slalom speciali, 2 combinate, 2 slalom paralleli), in 17 diverse località. L'austriaco Marcel Hirscher si è aggiudicato sia la Coppa del Mondo generale, sia quelle di slalom gigante e di slalom speciale; l'italiano Peter Fill ha vinto la Coppa del Mondo di discesa libera, il norvegese Kjetil Jansrud quella di supergigante e il francese Alexis Pinturault quella di combinata. Hirscher era il detentore uscente della Coppa generale.
In campo femminile sono state disputate tutte le 37 gare in programma (8 discese libere, 7 supergiganti, 9 slalom giganti, 9 slalom speciali, 3 combinate, 1 slalom parallelo), in 19 diverse località. La statunitense Mikaela Shiffrin si è aggiudicata sia la Coppa del Mondo generale, sia quella di slalom speciale; la slovena Ilka Štuhec ha vinto la Coppa del Mondo di discesa libera e quella di combinata, la liechtensteinese Tina Weirather quella di supergigante e la francese Tessa Worley quella di slalom gigante. La svizzera Lara Gut era la detentrice uscente della Coppa del Mondo generale.
In calendario è stata inserita una gara a squadre mista, disputata durante le finali di Aspen.

## Uomini

### Risultati
| Data             | Località                | Nazione     | Pista                          | Spec. | Primo                | Secondo                 | Terzo                                  |
| ---------------- | ----------------------- | ----------- | ------------------------------ | ----- | -------------------- | ----------------------- | -------------------------------------- |
| 23 ottobre 2016  | Sölden                  | Austria     | Rettenbach                     | GS    | Alexis Pinturault    | Marcel Hirscher         | Felix Neureuther                       |
| 13 novembre 2016 | Levi                    | Finlandia   | Levi Black                     | SL    | Marcel Hirscher      | Michael Matt            | Manfred Mölgg                          |
| 2 dicembre 2016  | Val-d'Isère             | Francia     | Oreiller-Killy                 | SG    | Kjetil Jansrud       | Aksel Lund Svindal      | Dominik Paris                          |
| 3 dicembre 2016  | Val-d'Isère             | Francia     | Oreiller-Killy                 | DH    | Kjetil Jansrud       | Peter Fill              | Aksel Lund Svindal                     |
| 4 dicembre 2016  | Val-d'Isère             | Francia     | Oreiller-Killy                 | GS    | Mathieu Faivre       | Marcel Hirscher         | Alexis Pinturault                      |
| 10 dicembre 2016 | Val-d'Isère             | Francia     | La face de Bellevarde          | GS    | Alexis Pinturault    | Marcel Hirscher         | Henrik Kristoffersen                   |
| 11 dicembre 2016 | Val-d'Isère             | Francia     | La face de Bellevarde          | SL    | Henrik Kristoffersen | Marcel Hirscher         | Aleksandr Chorošilov                   |
| 16 dicembre 2016 | Val Gardena             | Italia      | Saslong                        | SG    | Kjetil Jansrud       | Aleksander Aamodt Kilde | Erik Guay                              |
| 17 dicembre 2016 | Val Gardena             | Italia      | Saslong                        | DH    | Max Franz            | Aksel Lund Svindal      | Steven Nyman                           |
| 18 dicembre 2016 | Alta Badia              | Italia      | Gran Risa                      | GS    | Marcel Hirscher      | Mathieu Faivre          | Florian Eisath                         |
| 19 dicembre 2016 | Alta Badia              | Italia      | Gran Risa                      | PR    | Cyprien Sarrazin     | Carlo Janka             | Kjetil Jansrud                         |
| 22 dicembre 2016 | Madonna di Campiglio    | Italia      | 3-Tre                          | SL    | Henrik Kristoffersen | Marcel Hirscher         | Stefano Gross                          |
| 27 dicembre 2016 | Santa Caterina Valfurva | Italia      | Deborah Compagnoni             | SG    | Kjetil Jansrud       | Hannes Reichelt         | Dominik Paris                          |
| 28 dicembre 2016 | Santa Caterina Valfurva | Italia      | Deborah Compagnoni             | DH    | annullata            | annullata               | annullata                              |
| 29 dicembre 2016 | Santa Caterina Valfurva | Italia      | Deborah Compagnoni             | KB    | Alexis Pinturault    | Marcel Hirscher         | Aleksander Aamodt Kilde                |
| 5 gennaio 2017   | Zagabria Sljeme         | Croazia     | Crveni Spust                   | SL    | Manfred Mölgg        | Felix Neureuther        | Henrik Kristoffersen                   |
| 7 gennaio 2017   | Adelboden               | Svizzera    | Chuenisbärgli                  | GS    | Alexis Pinturault    | Marcel Hirscher         | Philipp Schörghofer                    |
| 8 gennaio 2017   | Adelboden               | Svizzera    | Chuenisbärgli                  | SL    | Henrik Kristoffersen | Manfred Mölgg           | Marcel Hirscher                        |
| 13 gennaio 2017  | Wengen                  | Svizzera    | Lauberhorn Männlichen/Jungfrau | KB    | Niels Hintermann     | Maxence Muzaton         | Frederic Berthold                      |
| 15 gennaio 2017  | Wengen                  | Svizzera    | Männlichen/Jungfrau            | SL    | Henrik Kristoffersen | Marcel Hirscher         | Felix Neureuther                       |
| 20 gennaio 2017  | Kitzbühel               | Austria     | Streifalm                      | SG    | Matthias Mayer       | Christof Innerhofer     | Beat Feuz                              |
| 21 gennaio 2017  | Kitzbühel               | Austria     | Streif                         | DH    | Dominik Paris        | Valentin Giraud Moine   | Johan Clarey                           |
| 22 gennaio 2017  | Kitzbühel               | Austria     | Ganslern                       | SL    | Marcel Hirscher      | Dave Ryding             | Aleksandr Chorošilov                   |
| 24 gennaio 2017  | Schladming              | Austria     | Planai                         | SL    | Henrik Kristoffersen | Marcel Hirscher         | Aleksandr Chorošilov                   |
| 27 gennaio 2017  | Garmisch-Partenkirchen  | Germania    | Kandahar                       | DH    | Travis Ganong        | Kjetil Jansrud          | Peter Fill                             |
| 28 gennaio 2017  | Garmisch-Partenkirchen  | Germania    | Kandahar                       | DH    | Hannes Reichelt      | Peter Fill              | Beat Feuz                              |
| 29 gennaio 2017  | Garmisch-Partenkirchen  | Germania    | Kandahar                       | GS    | Marcel Hirscher      | Matts Olsson            | Stefan Luitz                           |
| 31 gennaio 2017  | Stoccolma               | Svezia      | Hammarbybacken                 | PR    | Linus Straßer        | Alexis Pinturault       | Mattias Hargin                         |
| 24 febbraio 2017 | Lillehammer Kvitfjell   | Norvegia    | Olympiabakken                  | DH    | Boštjan Kline        | Matthias Mayer          | Kjetil Jansrud                         |
| 25 febbraio 2017 | Lillehammer Kvitfjell   | Norvegia    | Olympiabakken                  | DH    | Kjetil Jansrud       | Peter Fill              | Beat Feuz                              |
| 26 febbraio 2017 | Lillehammer Kvitfjell   | Norvegia    | Olympiabakken                  | SG    | Peter Fill           | Hannes Reichelt         | Erik Guay                              |
| 4 marzo 2017     | Kranjska Gora           | Slovenia    | Podkoren                       | GS    | Marcel Hirscher      | Leif Kristian Haugen    | Matts Olsson                           |
| 5 marzo 2017     | Kranjska Gora           | Slovenia    | Podkoren                       | SL    | Michael Matt         | Stefano Gross           | Felix Neureuther                       |
| 15 marzo 2017    | Aspen                   | Stati Uniti | Lower Ruthie's                 | DH    | Dominik Paris        | Peter Fill              | Carlo Janka                            |
| 16 marzo 2017    | Aspen                   | Stati Uniti | Lower Ruthie's                 | SG    | Hannes Reichelt      | Dominik Paris           | Mauro Caviezel Aleksander Aamodt Kilde |
| 18 marzo 2017    | Aspen                   | Stati Uniti | Lower Ruthie's                 | GS    | Marcel Hirscher      | Felix Neureuther        | Mathieu Faivre                         |
| 19 marzo 2017    | Aspen                   | Stati Uniti | Lower Ruthie's                 | SL    | André Myhrer         | Felix Neureuther        | Michael Matt                           |

Legenda:

DH = discesa libera

SG = supergigante

GS = slalom gigante

SL = slalom speciale

KB = combinata

PR = slalom parallelo

### Classifiche

#### Generale

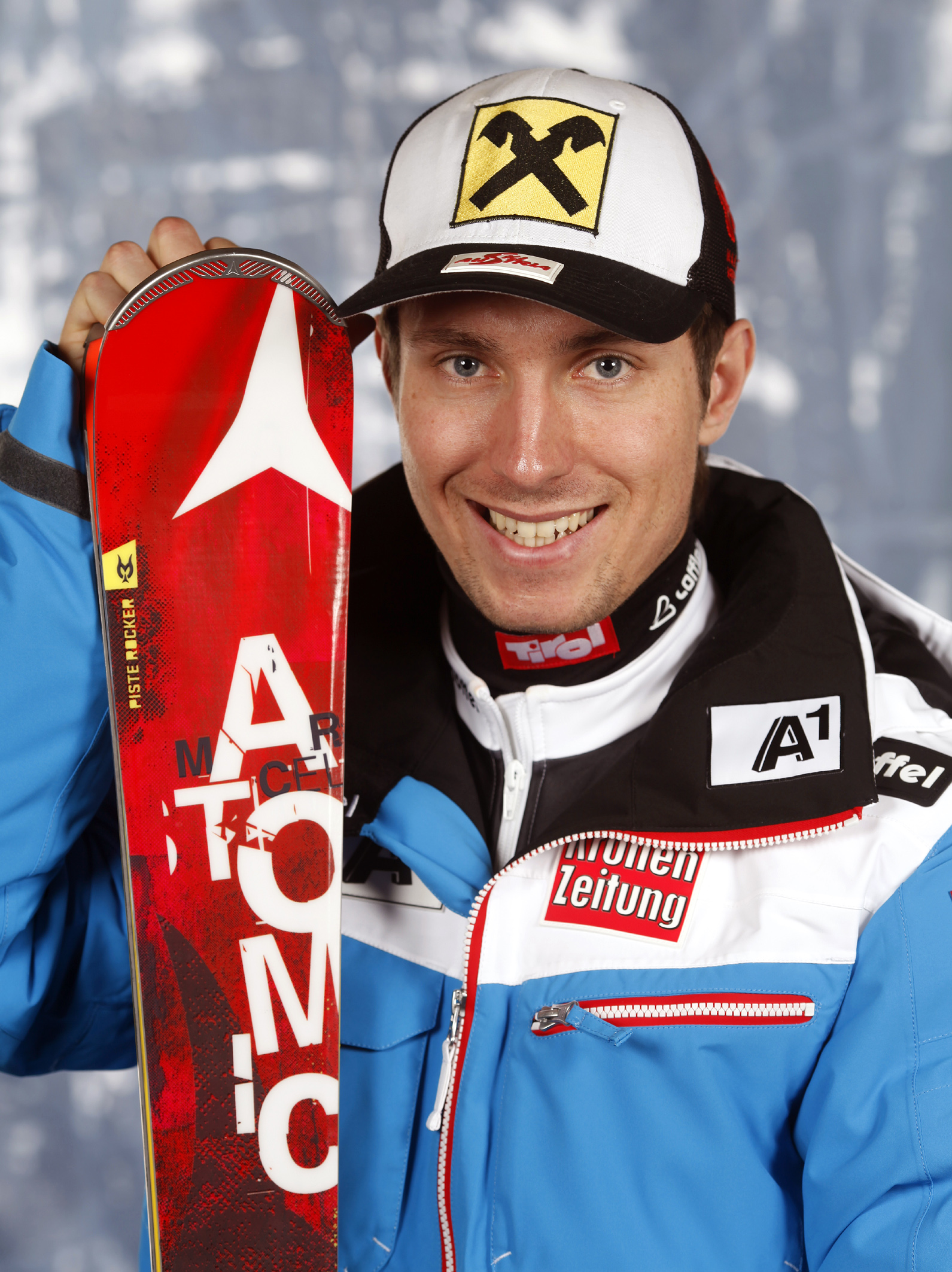
Marcel Hirscher nel 2013

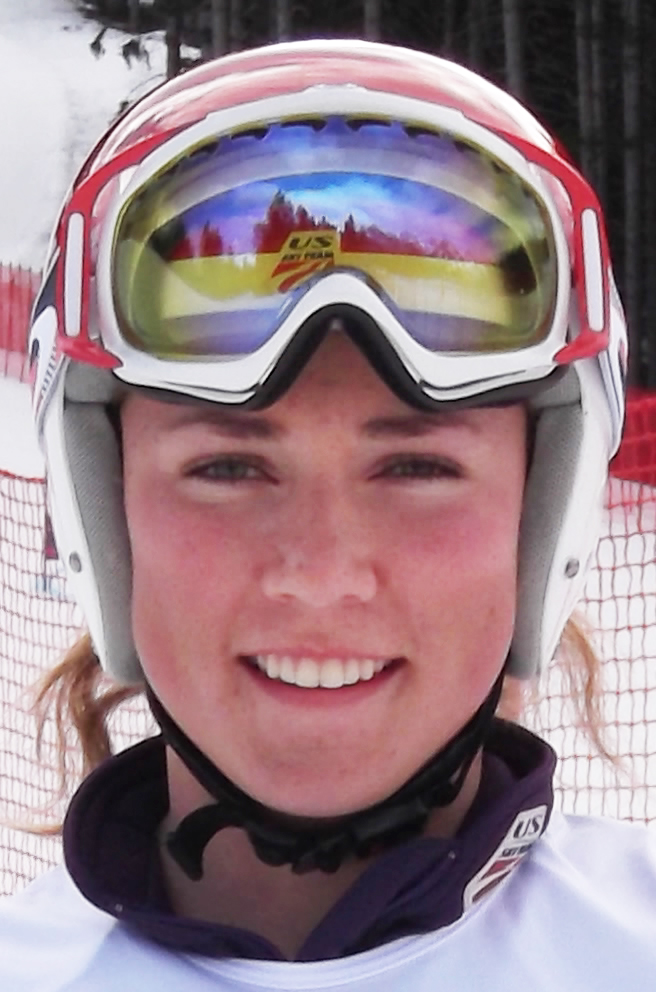
Mikaela Shiffrin nel 2012

| Pos. | Nome                    | Nazione  | Punti |
| ---- | ----------------------- | -------- | ----- |
| 1    | Marcel Hirscher         | Austria  | 1599  |
| 2    | Kjetil Jansrud          | Norvegia | 924   |
| 3    | Henrik Kristoffersen    | Norvegia | 903   |
| 4    | Alexis Pinturault       | Francia  | 875   |
| 5    | Felix Neureuther        | Germania | 790   |
| 6    | Peter Fill              | Italia   | 693   |
| 7    | Aleksander Aamodt Kilde | Norvegia | 668   |
| 8    | Dominik Paris           | Italia   | 653   |
| 9    | Manfred Mölgg           | Italia   | 580   |
| 10   | Hannes Reichelt         | Austria  | 556   |

#### Discesa libera
| Pos. | Nome            | Nazione  | Punti |
| ---- | --------------- | -------- | ----- |
| 1    | Peter Fill      | Italia   | 454   |
| 2    | Kjetil Jansrud  | Norvegia | 431   |
| 3    | Dominik Paris   | Italia   | 371   |
| 4    | Hannes Reichelt | Austria  | 266   |
| 5    | Beat Feuz       | Svizzera | 259   |

#### Supergigante
| Pos. | Nome                    | Nazione  | Punti |
| ---- | ----------------------- | -------- | ----- |
| 1    | Kjetil Jansrud          | Norvegia | 394   |
| 2    | Hannes Reichelt         | Austria  | 303   |
| 3    | Aleksander Aamodt Kilde | Norvegia | 299   |
| 4    | Dominik Paris           | Italia   | 277   |
| 5    | Peter Fill              | Italia   | 226   |

#### Slalom gigante
| Pos. | Nome                 | Nazione  | Punti |
| ---- | -------------------- | -------- | ----- |
| 1    | Marcel Hirscher      | Austria  | 733   |
| 2    | Mathieu Faivre       | Francia  | 440   |
| 3    | Alexis Pinturault    | Francia  | 439   |
| 4    | Felix Neureuther     | Germania | 370   |
| 5    | Henrik Kristoffersen | Norvegia | 328   |

#### Slalom speciale
| Pos. | Nome                 | Nazione  | Punti |
| ---- | -------------------- | -------- | ----- |
| 1    | Marcel Hirscher      | Austria  | 735   |
| 2    | Henrik Kristoffersen | Norvegia | 575   |
| 3    | Manfred Mölgg        | Italia   | 476   |
| 4    | Felix Neureuther     | Germania | 420   |
| 5    | Michael Matt         | Austria  | 382   |

#### Combinata
| Pos. | Nome                    | Nazione  | Punti |
| ---- | ----------------------- | -------- | ----- |
| 1    | Alexis Pinturault       | Francia  | 111   |
| 2    | Niels Hintermann        | Svizzera | 100   |
| 3    | Aleksander Aamodt Kilde | Norvegia | 92    |
| 4    | Justin Murisier         | Svizzera | 86    |
| 5    | Marcel Hirscher         | Austria  | 80    |

## Donne

### Risultati
| Data             | Località               | Nazione       | Pista                  | Spec. | Prima             | Seconda           | Terza                           |
| ---------------- | ---------------------- | ------------- | ---------------------- | ----- | ----------------- | ----------------- | ------------------------------- |
| 22 ottobre 2016  | Sölden                 | Austria       | Rettenbach             | GS    | Lara Gut          | Mikaela Shiffrin  | Marta Bassino                   |
| 12 novembre 2016 | Levi                   | Finlandia     | Levi Black             | SL    | Mikaela Shiffrin  | Wendy Holdener    | Petra Vlhová                    |
| 26 novembre 2016 | Killington             | Stati Uniti   | Superstar              | GS    | Tessa Worley      | Nina Løseth       | Sofia Goggia                    |
| 27 novembre 2016 | Killington             | Stati Uniti   | Superstar              | SL    | Mikaela Shiffrin  | Veronika Zuzulová | Wendy Holdener                  |
| 2 dicembre 2016  | Lake Louise            | Canada        | Men’s Olympic Downhill | DH    | Ilka Štuhec       | Sofia Goggia      | Kajsa Kling                     |
| 3 dicembre 2016  | Lake Louise            | Canada        | Men’s Olympic Downhill | DH    | Ilka Štuhec       | Lara Gut          | Edit Miklós                     |
| 4 dicembre 2016  | Lake Louise            | Canada        | Men’s Olympic Downhill | SG    | Lara Gut          | Tina Weirather    | Sofia Goggia                    |
| 10 dicembre 2016 | Sestriere              | Italia        | Kandahar Slalom        | GS    | Tessa Worley      | Sofia Goggia      | Lara Gut                        |
| 11 dicembre 2016 | Sestriere              | Italia        | Kandahar Slalom        | SL    | Mikaela Shiffrin  | Veronika Zuzulová | Wendy Holdener                  |
| 16 dicembre 2016 | Val-d'Isère            | Francia       | Oreiller-Killy         | KB    | Ilka Štuhec       | Michelle Gisin    | Sofia Goggia                    |
| 17 dicembre 2016 | Val-d'Isère            | Francia       | Oreiller-Killy         | DH    | Ilka Štuhec       | Cornelia Hütter   | Sofia Goggia                    |
| 18 dicembre 2016 | Val-d'Isère            | Francia       | Oreiller-Killy         | SG    | Lara Gut          | Tina Weirather    | Elena Curtoni                   |
| 27 dicembre 2016 | Semmering              | Austria       | Zauberberg             | GS    | Mikaela Shiffrin  | Tessa Worley      | Manuela Mölgg                   |
| 28 dicembre 2016 | Semmering              | Austria       | Zauberberg             | GS    | Mikaela Shiffrin  | Tessa Worley      | Viktoria Rebensburg             |
| 29 dicembre 2016 | Semmering              | Austria       | Zauberberg             | SL    | Mikaela Shiffrin  | Veronika Zuzulová | Wendy Holdener                  |
| 3 gennaio 2017   | Zagabria Sljeme        | Croazia       | Crveni Spust           | SL    | Veronika Zuzulová | Petra Vlhová      | Šárka Záhrobská                 |
| 7 gennaio 2017   | Maribor                | Slovenia      | Pohorje                | GS    | Tessa Worley      | Sofia Goggia      | Lara Gut                        |
| 8 gennaio 2017   | Maribor                | Slovenia      | Radvanje               | SL    | Mikaela Shiffrin  | Wendy Holdener    | Frida Hansdotter                |
| 10 gennaio 2017  | Flachau                | Austria       | Griessenkar            | SL    | Frida Hansdotter  | Nina Løseth       | Wendy Holdener Mikaela Shiffrin |
| 15 gennaio 2017  | Altenmarkt-Zauchensee  | Austria       | Kälberloch             | DH    | Christine Scheyer | Tina Weirather    | Jacqueline Wiles                |
| 21 gennaio 2017  | Garmisch-Partenkirchen | Germania      | Kandahar               | DH    | Lindsey Vonn      | Lara Gut          | Viktoria Rebensburg             |
| 22 gennaio 2017  | Garmisch-Partenkirchen | Germania      | Kandahar               | SG    | Lara Gut          | Stephanie Venier  | Tina Weirather                  |
| 24 gennaio 2017  | Plan de Corones        | Italia        | Erta                   | GS    | Federica Brignone | Tessa Worley      | Marta Bassino                   |
| 28 gennaio 2017  | Cortina d'Ampezzo      | Italia        | Olimpia delle Tofane   | DH    | Lara Gut          | Sofia Goggia      | Ilka Štuhec                     |
| 29 gennaio 2017  | Cortina d'Ampezzo      | Italia        | Olimpia delle Tofane   | SG    | Ilka Štuhec       | Sofia Goggia      | Anna Veith                      |
| 31 gennaio 2017  | Stoccolma              | Svezia        | Hammarbybacken         | PR    | Mikaela Shiffrin  | Veronika Zuzulová | Nina Løseth                     |
| 24 febbraio 2017 | Crans-Montana          | Svizzera      | Nationale              | KB    | Federica Brignone | Ilka Štuhec       | Michaela Kirchgasser            |
| 25 febbraio 2017 | Crans-Montana          | Svizzera      | Nationale              | SG    | Ilka Štuhec       | Elena Curtoni     | Stephanie Venier                |
| 26 febbraio 2017 | Crans-Montana          | Svizzera      | Nationale              | KB    | Mikaela Shiffrin  | Federica Brignone | Ilka Štuhec                     |
| 4 marzo 2017     | Jeongseon              | Corea del Sud | Jeongseon Downhill     | DH    | Sofia Goggia      | Lindsey Vonn      | Ilka Štuhec                     |
| 5 marzo 2017     | Jeongseon              | Corea del Sud | Jeongseon Downhill     | SG    | Sofia Goggia      | Lindsey Vonn      | Ilka Štuhec                     |
| 10 marzo 2017    | Squaw Valley           | Stati Uniti   | Red Dog                | GS    | Mikaela Shiffrin  | Federica Brignone | Tessa Worley                    |
| 11 marzo 2017    | Squaw Valley           | Stati Uniti   | Red Dog                | SL    | Mikaela Shiffrin  | Šárka Záhrobská   | Bernadette Schild               |
| 15 marzo 2017    | Aspen                  | Stati Uniti   | Lower Ruthie's         | DH    | Ilka Štuhec       | Lindsey Vonn      | Sofia Goggia                    |
| 16 marzo 2017    | Aspen                  | Stati Uniti   | Lower Ruthie's         | SG    | Tina Weirather    | Ilka Štuhec       | Federica Brignone               |
| 18 marzo 2017    | Aspen                  | Stati Uniti   | Lower Ruthie's         | SL    | Petra Vlhová      | Mikaela Shiffrin  | Frida Hansdotter                |
| 19 marzo 2017    | Aspen                  | Stati Uniti   | Lower Ruthie's         | GS    | Federica Brignone | Sofia Goggia      | Marta Bassino                   |

Legenda:

DH = discesa libera

SG = supergigante

GS = slalom gigante

SL = slalom speciale

KB = combinata

PR = slalom parallelo

### Classifiche

#### Generale
| Pos. | Nome                | Nazione       | Punti |
| ---- | ------------------- | ------------- | ----- |
| 1    | Mikaela Shiffrin    | Stati Uniti   | 1643  |
| 2    | Ilka Štuhec         | Slovenia      | 1325  |
| 3    | Sofia Goggia        | Italia        | 1197  |
| 4    | Lara Gut            | Svizzera      | 1023  |
| 5    | Federica Brignone   | Italia        | 895   |
| 6    | Tessa Worley        | Francia       | 870   |
| 7    | Tina Weirather      | Liechtenstein | 857   |
| 8    | Wendy Holdener      | Svizzera      | 692   |
| 9    | Viktoria Rebensburg | Germania      | 651   |
| 10   | Petra Vlhová        | Slovacchia    | 589   |

#### Discesa libera
| Pos. | Nome           | Nazione       | Punti |
| ---- | -------------- | ------------- | ----- |
| 1    | Ilka Štuhec    | Slovenia      | 597   |
| 2    | Sofia Goggia   | Italia        | 460   |
| 3    | Lara Gut       | Svizzera      | 360   |
| 4    | Lindsey Vonn   | Stati Uniti   | 280   |
| 5    | Tina Weirather | Liechtenstein | 256   |

#### Supergigante
| Pos. | Nome             | Nazione       | Punti |
| ---- | ---------------- | ------------- | ----- |
| 1    | Tina Weirather   | Liechtenstein | 435   |
| 2    | Ilka Štuhec      | Slovenia      | 430   |
| 3    | Lara Gut         | Svizzera      | 300   |
| 4    | Elena Curtoni    | Italia        | 271   |
| 5    | Stephanie Venier | Austria       | 255   |

#### Slalom gigante
| Pos. | Nome              | Nazione     | Punti |
| ---- | ----------------- | ----------- | ----- |
| 1    | Tessa Worley      | Francia     | 685   |
| 2    | Mikaela Shiffrin  | Stati Uniti | 600   |
| 3    | Sofia Goggia      | Italia      | 405   |
| 4    | Federica Brignone | Italia      | 370   |
| 5    | Lara Gut          | Svizzera    | 360   |

#### Slalom speciale
| Pos. | Nome              | Nazione     | Punti |
| ---- | ----------------- | ----------- | ----- |
| 1    | Mikaela Shiffrin  | Stati Uniti | 840   |
| 2    | Veronika Zuzulová | Slovacchia  | 565   |
| 3    | Wendy Holdener    | Svizzera    | 455   |
| 4    | Frida Hansdotter  | Svezia      | 432   |
| 5    | Petra Vlhová      | Slovacchia  | 411   |

#### Combinata
| Pos. | Nome                 | Nazione  | Punti |
| ---- | -------------------- | -------- | ----- |
| 1    | Ilka Štuhec          | Slovenia | 240   |
| 2    | Federica Brignone    | Italia   | 220   |
| 3    | Wendy Holdener       | Svizzera | 140   |
| 4    | Michaela Kirchgasser | Austria  | 105   |
| 5    | Michelle Gisin       | Svizzera | 104   |

## Coppa delle Nazioni

### Risultati
| Data          | Località | Nazione     | Pista          | Spec. | Prima                                                               | Seconda                                                      | Terza                                                                           |
| ------------- | -------- | ----------- | -------------- | ----- | ------------------------------------------------------------------- | ------------------------------------------------------------ | ------------------------------------------------------------------------------- |
| 17 marzo 2017 | Aspen    | Stati Uniti | Lower Ruthie's | PR    | Svezia Frida Hansdotter Mattias Hargin André Myhrer Emelie Wikström | Germania Lena Dürr Stefan Luitz Linus Straßer Marina Wallner | Francia Adeline Baud Coralie Frasse Sombet Jean-Baptiste Grange Julien Lizeroux |

Legenda:

PR = slalom parallelo

### Classifiche
Le classifiche della Coppa delle Nazioni vengono stilate sommando i punti ottenuti da ogni atleta in ogni gara individuale e quelli assegnati nella gara a squadre.

#### Generale
| Pos. | Nazione  | Punti |
| ---- | -------- | ----- |
| 1    | Austria  | 8966  |
| 2    | Italia   | 8407  |
| 3    | Svizzera | 6292  |
| 4    | Francia  | 5285  |
| 5    | Norvegia | 4932  |

#### Uomini
| Pos. | Nazione  | Punti |
| ---- | -------- | ----- |
| 1    | Austria  | 5048  |
| 2    | Francia  | 3668  |
| 3    | Norvegia | 3589  |
| 4    | Italia   | 3496  |
| 5    | Svizzera | 2738  |

#### Donne
| Pos. | Nazione     | Punti |
| ---- | ----------- | ----- |
| 1    | Italia      | 4911  |
| 2    | Austria     | 3918  |
| 3    | Svizzera    | 3554  |
| 4    | Stati Uniti | 3082  |
| 5    | Slovenia    | 1958  |